# Hypsophrys nematopus
Hypsophrys nematopus är en fiskart som först beskrevs av Günther, 1867.  Hypsophrys nematopus ingår i släktet Hypsophrys och familjen Cichlidae. Inga underarter finns listade i Catalogue of Life.